# Guide Star Catalog II
Guide Star Catalog II, även känd som Hubble Space Telescope, Guide Catalog (HSTGC), är en stjärnkatalog med 998 402 801 koordinatnoteringar av vilka de flesta är enskilda astronomiska objekt. Det är den första fullstjärniga katalogen som skapats specifikt för navigering i rymden. Guide Star Catalog II är numrerad som version två av den tidigare Catalog and Surveys branch of the Space Telescope Science Institute. Den ursprungliga katalogen hade "endast" 20 000 000 objekt.

## Historik
Den första versionen av katalogen publicerades 1989 och skapades genom digitalisering av fotografiska plåtar producerade av Palomar Schmidt Quick-V-undersökningen för norra halvklotet och Storbritanniens Schmidt SERC-J-undersökning för södra halvklotet. Denna katalog innehåller objekt i magnitudintervallet 7-16 och klassificeringen begränsades för att förhindra förekomst av ickestjärneobjekt som en guidestjärna.
Den första reviderade versionen 1.1 av katalogen publicerades 1992. Tycho Input Catalog skapades av Hipparcos/Tycho internationella konsortier för att förbereda Hipparcos satellituppdrag. De producerade en katalog som innehöll de bästa tillgängliga data för alla stjärnor ned till magnitud 11. Genom att lägga till data för de ljusare stjärnorna från denna katalog till GSC kunde en komplett all-sky-katalog ner till GSC-begränsande magnitud framställas.
Den andra reviderade versionen 1.2 publicerades 2001. Den producerades i samarbete med Astronomisches Rechen-Institut i Heidelberg. Denna version minskar de fotoplåtbaserade positionsberoende och systemberoende systemfelen. PPM- och AC-referenskatalogerna användes och absoluta positionsfel hade reducerats till mellan 0,3 och 0,4 bågsekunder.
En betydande utvidgning av katalogen till Guide Star Catalog II (GSC-II) publicerades 2008. Denna sammanställdes av katalog- och undersökningsgrenen av Space Telescope Science Institute och astrometrigruppen vid Astronomical Observatory of Torino (Italien). GSC-II har poster för 945 592 683 stjärnor och har position, klassificering och magnitud för 455 851 237 stjärnor. Den senaste omarbetningen av denna version (2.3.2) används aktivt för att korrekt placera Hubbleteleskopet.